# David Garfinkiel
David Garfinkiel (wł. Dawid Gerfinkiel) (ur. 31 lipca 1902 w Radomiu, zm. 1970 w Paryżu, Francja) – polski malarz i fotograf pochodzenia żydowskiego tworzący we Francji.
Urodził się w rodzinie żydowskiego rzeźbiarza, był najmłodszym z dziewięciorga rodzeństwa. Po nauce rysunku w rodzinnym mieście rozpoczął naukę w Szkole Sztuk Pięknych w Warszawie, a kontynuował w Akademii Sztuk Pięknych w Krakowie. W 1932 wyjechał do Paryża, gdzie osiadł na stałe, a w późniejszym czasie otrzymał obywatelstwo francuskie. Posiadaną wiedzę uzupełniał w Académie de la Grande Chaumière i Académie Julian. Pierwsze prace stworzone przez Davida Garfinkiela w Paryżu były zbliżone do kubizmu i z tym stylem był on kojarzony w późniejszym czasie, pochodzący również z Polski krytyk sztuki Waldemar George (wł. Jerzy Waldemar Jarociński) nazywał Garfinkiela "dyskretnym wizjonerem", który przedstawiał tematykę żydowską stosując elementy ekspresji. Poza malarstwem Dawid Garfinkiel zajmował się również fotografiką artystyczną, od 1934 pracował dla Studia Harcourt. Po wybuchu II wojny światowej wyjechał do Brives, w 1940 przeniósł się do Lyonu. Mimo ukrywania się przed hitlerowcami nie przestawał malować, w 1942 jego prace uczestniczyły w wystawie "Provinces de France". Po wojnie dowiedział się, że z jego licznej rodziny większość zginęła. W paryskiej dzielnicy Belleville otworzył "La Studio David" łączące funkcje pracowni malarskiej i studia fotograficznego. Jego dzieło "L’Exode" zostało w 1959 zakupione przez władze Paryża, w tym samym roku otrzymał nagrodę artystyczną Ministerstwa Edukacji. Na kilka miesięcy przed śmiercią został wiceprezesem Stowarzyszenia Francuskich Artystów Malarzy i Rzeźbiarzy Żydowskich.